# Paracyathus arcuatus
Paracyathus arcuatus is een rifkoralensoort uit de familie van de Caryophylliidae. De wetenschappelijke naam van de soort is voor het eerst geldig gepubliceerd in 1877 door Lindström.